# Sant Vicenç de Cardona
Sant Vicenç de Cardona és una església romànica situada a Cardona (el Bages). L'arquitecte de l'obra és desconegut tot i que se sap que el seu comitent fou el vescomte Bermon I. L'obra va ser construïda entre el 1029 i el 1040. Actualment, l'església es troba en un perfecte estat de conservació.

## Història
Sant Vicenç era en origen la capella del castell de Cardona, propietat de la casa vescomtal d'Osona, la qual prengué el nom d'aquest castell. Les primeres notícies documentals daten del 980. Els comtes protegiren l'església amb les donacions que hi feren d'esglésies dels seus castells, fins i tot es creà un priorat (filial de la canònica de Cardona), amb la intenció de convertir-se en un sotsbisbat, depenent del bisbat d'Urgell. Un dels primers abats fou del llinatge Orís.
L'inici de la vida comunitària sembla donar-se a partir del s. X, seguint la regla aquisgranesa. L'any 1019, el vescomte Bermon, aconsellat per l'Abat Oliba, va reconstruir la canònica (l'església), ja que havia estat descuidada i espoliada, hi feu donacions fins a la seua mort. També inicià la construcció de l'actual edifici romànic, que fou consagrada l'any 1040 per Eriball, bisbe d'Urgell i príncep i senyor de l'església de la fortalesa de Cardona.
Cap al 1090 el vescomte i bisbe alhora, Ramon Folc II de Cardona introduí la Regla de Sant Agustí a Sant Vicenç. Encara que era independent a la jurisdicció dels bisbes d'Urgell, el 1117 hi va haver un intent d'unir la canònica de Sant Vicenç a la de Sant Ruf d'Avinyó. Encara que aquesta dependència fou confirmada pel papa Anastasi IV mai no es posà en pràctica.
Al principi del segle xiv la vida de la canònica anava relaxant-se i abats i priors portaven una administració desordenada. A mitjans del mateix segle es feu una reforma interna posant en ordre la vida comunitària.
La secularització de les canòniques regulars l'any 1592 per part del Papa fou el primer colp greu que patí la comunitat. Més tard tot el castell es convertiria en caserna l'any 1794. La comunitat es traslladà a la parroquial de Sant Miquel, fins al 1851 any en què desapareixeria i l'església passaria a ser una dependència més de la caserna. Amb el temps deixaria de ser una caserna, quedant abandonada.
El conjunt va ser declarat monument historicoartístic el 1931. L'any 1952 s'inicià una acurada restauració de l'església, i el monestir i el castell van passar a ser Parador de Turisme el 1976.

### Mil·lenari
L'any 1019, el vescomte Bermon, aconsellat per l'Abat Oliba, bisbe de Vic, va fer una important dotació a l'església de Sant Vicenç del Castell, cosa que va permetre emprendre la construcció del gran temple que coneixem avui en dia.
D'abril a octubre de 2019 l'Agència Catalana del Patrimoni Cultural, l'Ajuntament de Cardona, la Fundació Cardona Històrica van programar activitats divulgatives i culturals per promocionar i augmentar la visibilitat del Castell de Cardona. Entre les activitats més destacades, a banda de l'espectacle “El Tron”, es va dissenyar una visita guiada temàtica amb periodicitat mensual basada en la divulgació del monument des del vessant artístic i anomenada “Sant Vicenç de Cardona, joia del romànic català”. Així mateix, es va programar un concert del Cicle de Música Sacra a la Col·legiata i un concert extraordinari de Jordi Savall.

## Arquitectura
Analitzant l'organització de l'espai, l'església disposa dels elements característics del romànic català. L'espai interior està dividit en tres naus: una nau central amb una mida força considerable i dues naus laterals més estretes. A una de les zones més orientals de l'església, les naus es veuen creuades per un transsepte, el qual, encara que és una mica més ample que les naus, és força curt i no sobresurt gaire de la planta. Aquest transsepte dona a l'església la típica forma de creu llatina. Per acabar, les tres naus desemboquen, en la zona més oriental de l'obra, en tres absis semicirculars de diferent mida que varia segons la mida de les naus. A l'interior hi ha un clar predomini de la corba, i és una obra en la qual no hi ha gaire il·luminació, ja que no hi ha massa finestres, això transmet austeritat alhora que robustesa.
Com a elements de suport, destaquen els vuit pilars cruciformes, el predominant mur gruixut poc perforat, fet amb pedres irregulars, i els contraforts distribuïts al llarg del mur i de la capçalera- D'una altra banda, com a elements suportats trobem la coberta a dos aigües, majoritària en la volta de canó, tot i que també hi han arcs faixons que actuen com a elements de traspàs, al igual que les petxines.
El material utilitzat per a la construcció de l'obra és la pedra i el sistema constructiu és l'arquitravat amb volta.

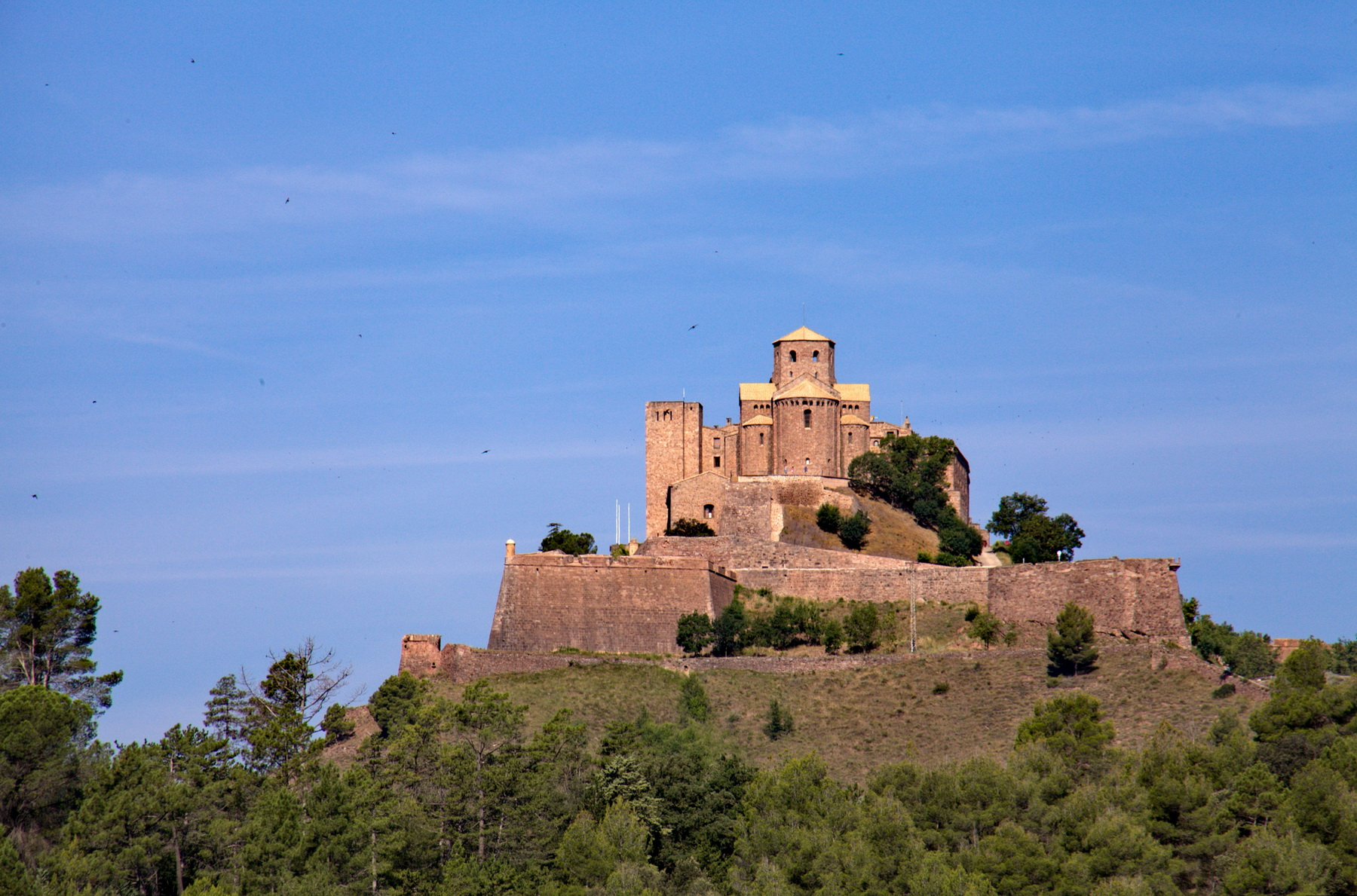
Vista exterior per la part de l'absis

En l'espai exterior hi destaca, principalment, la línia recta, exceptuant els absis i les finestres. La distribució de volums exteriors és molt ordenada. Trobem, doncs, el cimbori octogonal que correspon a la cúpula, tres semicercles que es corresponen amb els absis, i paral·lelepípedes que corresponen amb el transsepte i les naus.

Sant Vicenç de Cardona disposa dels elements propis de l'estil romànic català, un estil que es diferencia de l'art llombard. Aquests elements són la planta de creu llatina amb tres naus, el transsepte i els absis. Alhora, però, disposa d'alguns elements típics de l'arquitectura carolíngia. Cal afegir, però, que l'església no va ser pensada a escala humana, la qual cosa ens deixa un edifici de més de dinou metres d'alçada preparat per a impressionar a qualsevol que s'hi apropi. Tot i així, té influència de l'art clàssic romà a causa de l'ús de la pedra.

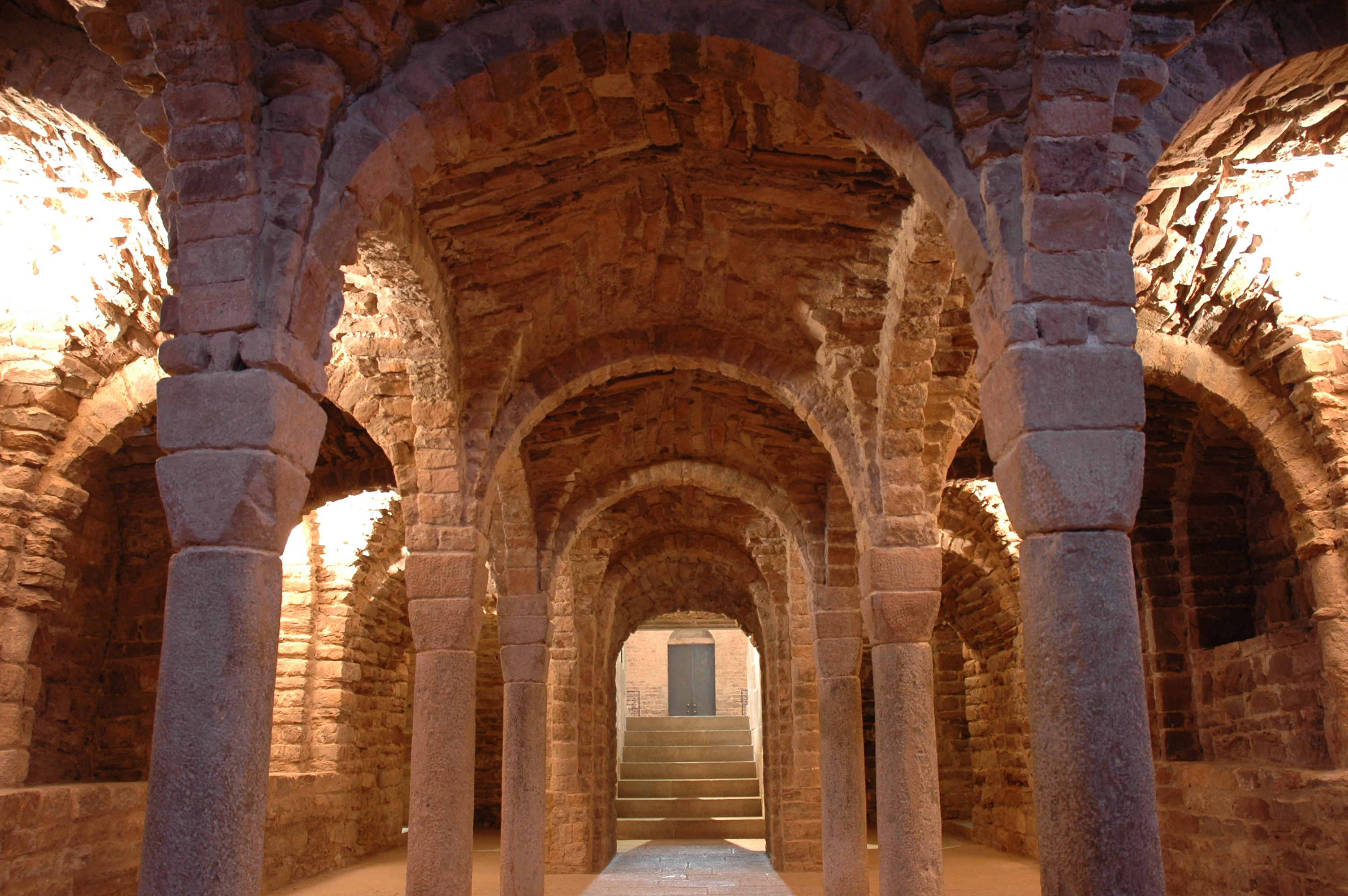
La cripta

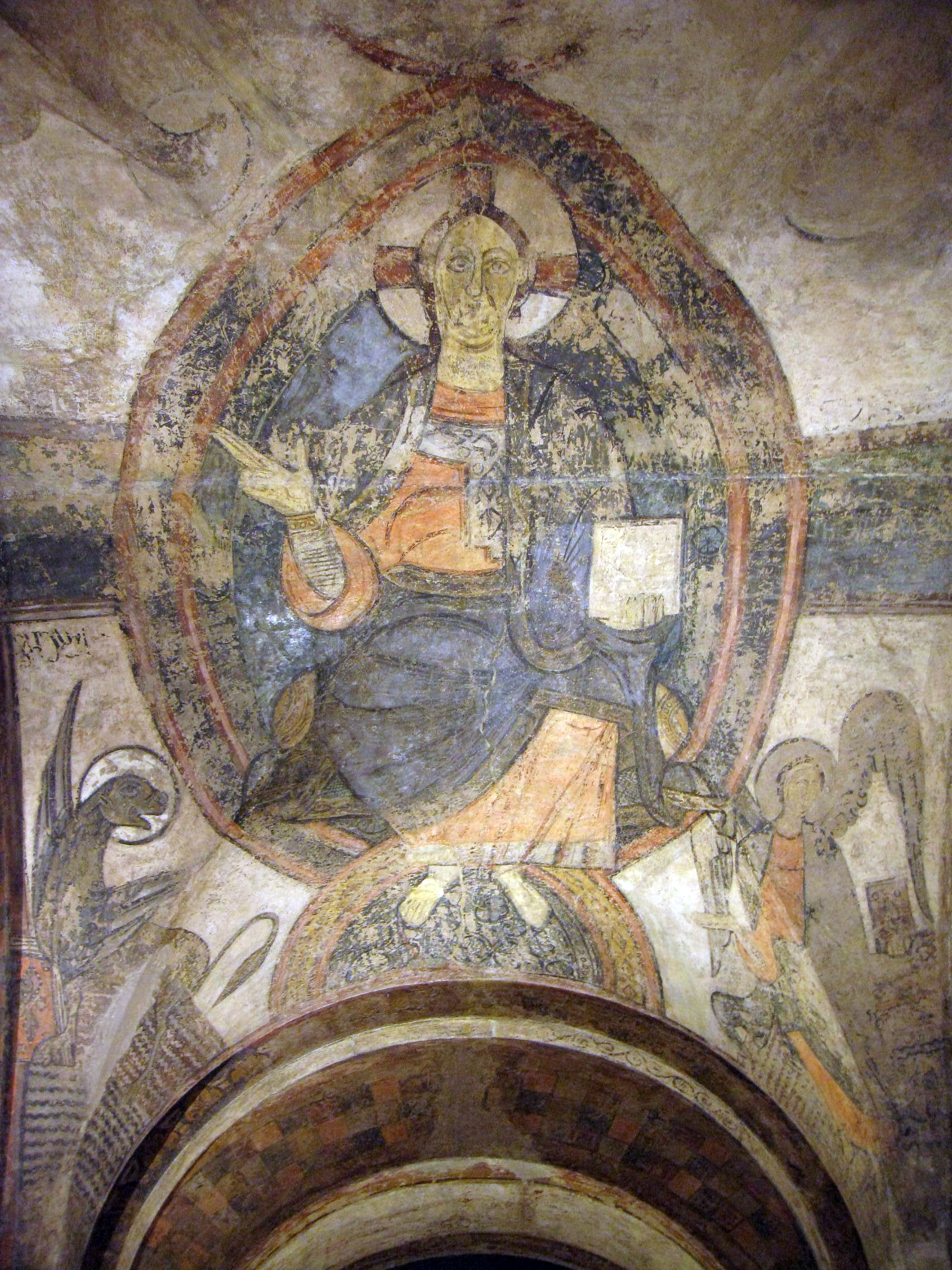
Atri de Sant Vicenç de Cardona, el Crist

S'ha fet una reconstrucció el passat 2013

## Cripta
Tot el cos del presbiteri i de l'absis central queda elevat, ja que en el seu espai inferior es troba una cripta, la planta d'aquesta consta de tres naus dividides per dues fileres de columnes monolítiques amb capitells piramidals sense ornamentació. Sobre seu es troben uns blocs de pedra que serveixen de base per a l'arrencada de les voltes per aresta que cobreixen la cripta.
Al tractar-se d'un temple de culte, el nombre d'elements simbòlics que podem trobar tant en la distribució de l'espai com en la decoració és altíssim.
Es creu que el 1019, Bermon, reactivà una comunitat canònica que habitava una abadia situada en l'actual emplaçament de l'església. La comunitat, la qual acabà esdevenint agustiniana, estava formada per un abat, dotze canonges i alguns sacerdots.
L'església va ser concebuda amb una finalitat eminentment religiosa, com a edifici de culte. Més tard, el 1794, va ser convertit en caserna militar per l'exèrcit espanyol.
Aquesta basílica constitueix un dels màxims representants de tota l'arquitectura romànica catalana.

## Pintures
El conjunt exposat reprodueix el marc arquitectònic d'on foren extretes les pintures: els tres trams centrals dels cinc de què es compon l'atri de l'església de Sant Vicenç de Cardona, consagrada el 1040 i una de les obres cabdals de l'arquitectura d'influència llombarda del segle xi a Catalunya. La decoració, però, és posterior, i no anterior a la segona meitat del segle xii. S'adscriu als corrents pictòrics d'origen francès la influència dels quals es troba també en conjunts com els de Sescorts, Polinyà, Barberà, obres sovint relacionades amb Cardona. En aquest conjunt destaca la presència de temes cristològics (la Presentació al Temple, la Flagel·lació). El fragment al·lusiu a la Defensa de Girona, que tingué lloc el 1285, és lògicament posterior. Actualment es conserven al MNAC. Només es conserva la pintura del nèrtex.

## Funció
La funció d'aquesta obra arquitectònica, és evidentment religiosa, en concret, acollit rituals del culte cristià. El caràcter també és religiós i alhora públic, ja que pot accedir qualsevol a l'església, i l'objectiu era que tothom que vulgues, accedís.